# Le Mot en « M »
Le mot en « M » (The Wacky Molestation Adventure en version originale) est le seizième épisode de la quatrième saison de la série animée South Park, ainsi que le 64e épisode de l'émission.

## Synopsis
Les enfants découvrent qu'ils peuvent débarrasser la ville des parents en les accusant de les « molester ». De là, des choses plutôt bizarres adviennent, tant du côté des enfants que de celui des parents.